# Atletisme als Jocs Olímpics d'Estiu de 1932 - 5.000 metres masculins
Els 5.000 metres masculins va ser una de les proves del programa d'atletisme disputades durant els Jocs Olímpics d'Estiu de Los Angeles de 1932. La prova es va disputar entre el 2 i el 5 d'agost de 1932 i hi van prendre part 18 atletes d'11 nacions diferents.

## Medallistes
| Or                   | Plata            | Bronze               |
| Lauri Lehtinen (FIN) | Ralph Hill (USA) | Lasse Virtanen (FIN) |

## Rècords
Aquests eren els rècords del món i olímpic que hi havia abans de la celebració dels Jocs Olímpics de 1932.
| Rècord del Món | 14' 17.0" | Lauri Lehtinen | Hèlsinki (FIN) | 19 de juny de 1932   |
| Rècord Olímpic | 14' 31.2" | Paavo Nurmi    | París (FRA)    | 10 de juliol de 1924 |

En la final Lauri Lehtinen va establir un nou rècord olímpic amb un temps de 14' 30.0".

## Resultats
Les dues semifinals es van disputar el dimarts 2 d'agost de 1932. Els set millors classificats de cadascuna d'elles es classificava per a la final.
Semifinal 1
| Pos. | Atleta                     | Temps   | Qual. |
| ---- | -------------------------- | ------- | ----- |
| 1    | Ralph Hill (USA)           | 14:59.6 | Q     |
| 2    | Lauri Lehtinen (FIN)       | 15:05.5 | Q     |
| 3    | Jean-Gunnar Lindgren (SWE) | 15:06.0 | Q     |
| 4    | Lauri Virtanen (FIN)       | 15:06.4 | Q     |
| 5    | Billy Savidan (NZL)        | 15:08.2 | Q     |
| 6    | Alex Hillhouse (AUS)       | 15:14.0 | Q NR  |
| 7    | Daniel Dean (USA)          | 15:19.6 | Q     |
| 8    | George Bailey (GBR)        |         |       |
| 9    | Masamichi Kitamoto (JPN)   |         |       |
| 10   | Juan Morales (MEX)         | DNF     |       |

Semifinal 2
| Pos. | Atleta                   | Temps   | Qual. |
| ---- | ------------------------ | ------- | ----- |
| 1    | Alec Burns (GBR)         | 15:25.8 | Q     |
| 2    | Paul Rekers (USA)        | 15:34.6 | Q     |
| 3    | Erik Pettersson (SWE)    | 15:36.4 | Q     |
| 4    | Roger Rochard (FRA)      | 15:37.8 | Q     |
| 5    | Scotty Rankine (CAN)     | 15:39.6 | Q     |
| 6    | Max Syring (GER)         | 15:48.5 | Q     |
| 7    | Shoichiro Takenaka (JPN) | 15:56.0 | Q     |
| 8    | Valentín González (MEX)  | 16:00.0 |       |

### Final
Es va disputar el divendres 5 d'agost de 1932. Lehtinen guanyà a Hill per poc més d'un pam de distància-
| Pos. | Atleta                     | Temps   | Notes |
| ---- | -------------------------- | ------- | ----- |
| 1    | Lauri Lehtinen (FIN)       | 14:30.0 | OR    |
| 2    | Ralph Hill (USA)           | 14:30.0 | NR    |
| 3    | Lauri Virtanen (FIN)       | 14:44.0 |       |
| 4    | Billy Savidan (NZL)        | 14:49.6 | NR    |
| 5    | Jean-Gunnar Lindgren (SWE) | 14:54:7 |       |
| 6    | Max Syring (GER)           | 14:59.0 |       |
| 7    | Alec Burns (GBR)           | 15:04.4 |       |
| 8    | Daniel Dean (USA)          | 15:08.5 |       |
| 9    | Erik Pettersson (SWE)      | 15:13.4 |       |
| 10   | Alex Hillhouse (AUS)       | 15:15.0 |       |
| 11   | Scotty Rankine (CAN)       | 15:24.0 |       |
| 12   | Shoichiro Takenaka (JPN)   | 17:20.0 |       |
| —    | Paul Rekers (USA)          | DNF     |       |
| —    | Roger Rochard (FRA)        | DNF     |       |

Clau: OR = rècord olímpic; NR = rècord nacional; DNF = abandona